# Saint-Pierre-Bois
Saint-Pierre-Bois är en kommun i departementet Bas-Rhin i regionen Grand Est (tidigare regionen Alsace) i nordöstra Frankrike. Kommunen ligger i kantonen Villé som tillhör arrondissementet Sélestat-Erstein. År 2022 hade Saint-Pierre-Bois 776 invånare.

## Befolkningsutveckling
Antalet invånare i kommunen Saint-Pierre-Bois
| Referens: INSEE |